# William Fuller
Pour les articles homonymes, voir Fuller.
William Fuller, né le 21 juin 1913 à Roxbury quartier de Boston au Massachusetts et mort le 18 janvier 1982 à Winter Haven en Floride, est un écrivain américain, auteur de roman noir.

## Biographie
Il amorce sa carrière d'écrivain dans les années 1940 avec la publication dans divers magazines, mais surtout dans Collier's, de nouvelles qui adoptent souvent les genres policier et western. Il passe de la nouvelle au roman policier avec la parution en 1953 de Back Country où apparaît pour la première fois son héros récurrent, le sympathique détective Brad Dolan, un ancien vétéran de la Seconde Guerre mondiale, dont les enquêtes se déroulent dans les Caraïbes, à Cuba et en Floride.
Seul roman à ne pas faire partie des aventures de Brad Dolan, Le Dératé (The Pace That Kills, 1956) raconte l'histoire de deux criminels qui s'évadent d'un pénitencier en assommant leurs gardiens. Leur cavale est ainsi prétexte à une évocation d'une série de personnages typiques du Sud des États-Unis où se déroule le récit.

## Œuvre

### Romans

#### SérieBrad Dolan
- Back Country (1953)
- Goat Island ou Local Talent (1954)
- The Girl in the Frame (1957) Publié en français sous le titre Larguez les amarres !, traduit par Jane Filion, Paris, Gallimard, Série noire no 424, 1958
- Brad Dolan's Blonde Cargo (1957)
- Brad Dolan's Miami Manhunt (1958)
- Tight Squeeze (1959) Publié en français sous le titre Coup bas à Cuba, traduit par Jane Filion, Paris, Gallimard, Série noire no 570, 1960

#### Autre roman
- The Pace That Kills (1956) Publié en français sous le titre Le Dératé, traduit par Jean-Paul Saro et Marc Flury, Paris, Gallimard, Série Noire no 351, 1957

### Nouvelles
- Flight by Night, dans Sky Aces (avril 1940)
- Life, Liberty and Orrin Dooley, dans Collier’s (décembre 1946)
- Rabbity Boy, dans Collier's (mai 1947)
- Blind Man’s Island (ss), dans Collier's (mai 1947)
- Strangler Fig, dans Collier's (juillet 1947)
- The Great Experience, dans Collier's (août 1947)
- Bernie and Me, dans Collier's (octobre 1947)
- Full-Blooded Indian, dans Collier's (mars 1948)
- Rattlesnake, dans Adventure (octobre 1948)
- Dog Man, dans Adventure (février 1949)
- Shoot Little Chicken, dans Esquire (mars 1949)
- What Does She See in Him?, dans Collier's (septembre 1949)
- Woods Full of Parsons, dans Collier's (décembre 1949)
- Early Rose and the High Sheriff, dans Collier's (avril 1950)
- On the Linger, dans Collier's (janvier 1951)
- You Want to Watch a Tourist Every Minute, dans Collier's (février 1951)
- A Lick for Brother Ed, dans Collier's (mars 1951)
- The Sheriff of Sunshine County, dans Collier's (mai 1952)
- Mess With the Marshall, dans Collier's (juin 1952)
- Coondog’s War, dans Argosy (juillet 1952)
- The Kidnapping, dans Collier's (octobre 1952)
- Special Deputy, dans Collier's (novembre 1952)
- The Good Land, dans Collier's (janvier 1953)

## Source
- Claude Mesplède et Jean-Jacques Schleret, SN, voyage au bout de la Noire : inventaire de 732 auteurs et de leurs œuvres publiés en séries Noire et Blème : suivi d'une filmographie complète, Paris, Futuropolis, 1982, 476 p. (OCLC 11972030), p. 146.